# Paratemnoides borneoensis
Paratemnoides borneoensis es una especie de arácnido del orden Pseudoscorpionida de la familia Atemnidae.

## Distribución geográfica
Se encuentra en Borneo.